# Glaucodoto
Il glaucodoto (simbolo IMA: Gl) è un minerale non molto diffuso del gruppo dell'arsenopirite appartenente alla famiglia dei "solfuri e solfosali"; possiede composizione chimica (Co0,5Fe0,5)AsS.
Da un punto di vista chimico è un solfuro di cobalto, ferro e arsenico; il rapporto cobalto:ferro(II) è tipicamente di 3 a 1 con tracce di nichel come sostituente. Forma una serie di cristalli misti con l'arsenopirite (FeAsS).

## Etimologia e storia
Il minerale è stato chiamato in questo modo nel 1849 da Johann Friedrich August Breithaupt e Karl Friedrich Plattner dalle parole greche γλαυκός ('glaukos', azzurro cielo) e δίδω ('dido', dare), a causa del suo utilizzo nella produzione del vetro smaltato blu (il colore blu è dato dalla presenza nel minerale del cobalto Co2+).

## Classificazione
La classica nona edizione della sistematica dei minerali di Strunz, aggiornata dall'Associazione Mineralogica Internazionale (IMA) fino al 2009, elenca il glaucodoto nella classe "2. Solfuri e solfosali" e nella sottoclasse "2.E Solfuri metallici, M: S ≤ 1:2"; questa è suddivisa più finemente in base al rapporto M(etallo):S(sulfur, cioè zolfo) e alla composizione chimica del minerale, in modo tale da trovare il glaucodoto nella sezione "2.EB M:S = 1:2, con Fe, Co, Ni, PGE, ecc." dove è l'unico membro del sistema nº 2.EB.10.c.
Tale classificazione viene mantenuta anche nell'edizione successiva, proseguita dal database "mindat.org" e chiamata anche Classificazione Strunz-mindat.
Nella Sistematica dei lapis (Lapis-Systematik) di Stefan Weiß il glaucodoto si trova nella classe dei "solfuri e solfosali (solfuri, seleniuri, tellururi, arseniuri, antimoniuri, bismutidi)" e nella sottoclasse dei "solfuri con [rapporto] metallo: S,Se,Te < 1:1"; qui forma il "gruppo dell'arsenopirite" con il numero di sistema II/D.22 insieme ad arsenopirite, gudmundite, ruarsite, osarsite e alloclasite.
Anche la classificazione dei minerali secondo Dana, usata principalmente nel mondo anglosassone, elenca il glaucodoto nella famiglia dei "solfuri e solfosali"; qui è nella classe dei "minerali solfuri" e nella sottoclasse dei "solfuri – compresi seleniuri e tellururi – con la composizione AmBnXp, con (m+n):p=1:2" dove forma il sistema nº 02.12.06 insieme all'alloclasite.

## Abito cristallino
Il glaucodoto cristallizza nel sistema ortorombico nel gruppo spaziale Pmn21 (gruppo nº 31) con i parametri di cella a = 14,158(1) Å, b = 5,6462(4) Å e c = 3,3196(2) Å, oltre ad avere 6 unità di formula per cella unitaria.

## Origine e giacitura
Il glaucodoto è stato trovato in depositi profondi di origine idrotermale ad alta temperatura; la paragenesi è con calcopirite, cobaltite e pirite.
Il minerale è stato trovato in numerosi siti sparsi per il mondo, ma in scarse quantità, pertanto è un minerale considerato raro. Qui si ricorda solo la sua località tipo, la miniera "Los Colorados" presso Huasco, nell'omonima provincia (regione di Atacama, in Cile).

## Forma in cui si presenta in natura
Il glaucodoto si presenta in cristalli prismatici per allungamento paralleli a [001], meno comunemente parallelamente a [010] e striati parallelamente a [001], di dimensioni fino a 7 cm.
Il minerale è opaco, con lucentezza metallica; il colore va dal bianco stagno grigiastro al bianco argento rossastro, mentre quello del suo striscio è nero.